# Ibornia bicolor
Ibornia bicolor är en stekelart som beskrevs av André Seyrig 1935. Ibornia bicolor ingår i släktet Ibornia och familjen brokparasitsteklar. Inga underarter finns listade i Catalogue of Life.